# Hot Dogs
Die Hot Dogs waren eine bayerische Dixieland-Jazzband, die seit Ende der 1950er-Jahre durch deutsche bzw. bayerische Volkslieder im New-Orleans- bzw. Dixieland-Stil populär wurde. Bandleader war Gerhard Sterr.

## Geschichte

### Werdegang der Hot Dogs
Die Hot Dogs waren ursprünglich eine Dixieland-Jazzband, die vor allem durch verjazzte bayerische Lieder und andere volkstümliche Musik in ganz Deutschland bekannt wurde. Sie wurden 1955 in München von Studenten der Technischen Universität (damals Technische Hochschule, abgekürzt „TH“) und Schülern des Maximiliansgymnasiums als „TH Hot Dogs“ gegründet. Der Name wurde bald in „New Orleans Hot Dogs“ geändert, um den bevorzugten Jazzstil der Band deutlich zu machen. 1966 hatte die Band ihren ersten großen Erfolg mit Ja, so warn’s, die alten Rittersleut. Dieses von Karl Valentin geschriebene Lied wurde immer wieder um neue, oft anzügliche(re) Strophen erweitert, die von Auftritt zu Auftritt variiert wurden. Als die Band ab etwa 1970 zur Profiband wurde, bürgerte sich als Bandname die Kurzform „Hot Dogs“ ein. Im Jahre 2004, nach fast 50 Jahren, lösten sich die Hot Dogs auf. Sie waren damit die erfolgreichste deutsche Dixielandband, und ihre Musiker gehören zu den ganz wenigen Jazzmusikern, die von ihrer Musik bis ins Rentenalter leben konnten.
Hauptmotor der Band war von Anfang an der Pianist Gerhard Sterr (verstorben im Oktober 2011) mit Arrangements und eigenen Kompositionen sowie in den geschäftlichen Angelegenheiten. Er war es auch, der früh anfing, bayerische Stücke (Tölzer Schützenmarsch, Wildschütz Jennerwein) in das Repertoire der Band einzubringen, weil viele berühmte New-Orleans-Jazz-Stücke, und nicht nur die, einen ähnlichen Ursprung hatten, und legte damit den Grundstein für den späteren Erfolg über die Grenzen Münchens hinaus. Mit der Professionalisierung der Band wurde er dann auch formal der Bandleader.
Bandmitglieder nach Instrumenten (in Klammern das Eintrittsjahr und das Austrittsjahr – Auflösung der Band 2004 –, wenn ohne Nachfolger):
- Piano: Gerhard Sterr (1955–2004); auch Bandleader, Arrangeur, Komponist
- Trompete: Fritz Dünckelmayer (1956), Franz „Muggsy“ Müller (1960; gest. 1989), Ingo Ruppert (1982), Gabor Kristof (1983), Kai Lauber (1991)
- Klarinette: Helmut „Hetschi“ Breithaupt (1955), Ludwig „Wiggerl“ Niedermeier (1958–2004; auch Gesang)
- Sopransaxophon: Joe Viera (1955–1957)[2]
- Posaune: Malte „Olle“ Sund (1955), Bernd Etzel (auch Arrangeur, 1966), Alfred „Bob“ Biermaier (1975)
- Bass: Theo Breitner (1955), „Chico Smazoni“ Erich Schmölz (1957), Herbert Liedl (1968–1971)
- Tuba: Hermann Otto (1956–1957), Bernhard „Goofy“ Essmann (auch Gesang, 1971)
- Banjo: P. G. Dotzert (auch Gesang, 1955), Manfred „Manni“ Zöbisch (1960), Michael Meister (1968), Helmut Baumann (1979), Sigi Schaller (1995)
- Waschbrett: Mike von Winterfeld (1955–1956)
- Schlagzeug: Fritz Doh (1955), Werner Hierl (1956), Rolf Maurer (1958), Ernst „Icke“ Sohn (1961), Hermann Milz (1968), Hans Kreß (1971)

### Nachfolgebands bzw. Ausgründungen
Nach der Auflösung der Band führte ihr Klarinettist und Sänger, Ludwig Niedermeier (verstorben im November 2010 auf Teneriffa), mit einigen Ehemaligen die Gruppe als Münchener Amateurjazzband weiter, unter verschiedenen Bandnamen, in denen aber das „hot“ nie fehlte. Anders als in der Meldung vom Tod von Wiggerl Niedermeier in Hallo München vom 2. Dezember 2010 heißt es auf der Webseite der Hot Dogs 4, dass es bereits 1982 zu einer Ausgründung der Hot Dogs um Wiggerl Niedermeier mit der Munich Hot Four kam. Nach dem Tod von Niedermeier im Jahr 2010 wurde dieses Quartett von Kai Lauber neu als Hot Dogs 4 mit Sigi Schaller, Bernhard Essmann und Bernhard Ullrich formiert.

## Bekannte Titel
- 1966: Ja, so warn’s, die alten Rittersleut
- 1966: Der Wildschütz Jennerwein[4]
- 1972: Ja, mir san mit’m Radl da
- 1972: Der Stolz von der Au
- Schau hi, da liegt a toter Fisch im Wasser!
- Bubi, Bubi, noch einmal
- 1970: Die Moritat vom Hintertupferbene[5]
- Das gibt es nur in Bayern
- I möcht a Herz ham mit Kartoffeln
- I bin der Wirt von Stoa
- Bayern is a Weltmacht
- Es steigt a Kuh aus der U-Bahn
- Hä Mare
- Eh-las-bas

## Diskografie
Alben
- 1966: Oldtime Schlager Schnauferl – EMI Columbia SMC 73 794
- 1966: Dixie Schlager-Schnauferl – HÖR ZU Electrola SHZE 185
- 1967: Bayrisch – EMI Columbia SMC 74 300
- 1968: Eine Mord(s) Gaudi – EMI Columbia SMC 74 413
- 1970: Ja so warn’s, die alten Rittersleut’  – EMI Electrola C 062-28 857
- 1971: Ja, so san’s die Hot Dogs – EMI Electrola C 062-29 412
- 1972: Königlich Bayerischer Bierjazz – EMI Columbia C 062-29 447
- 1973: Bierzeltparty – EMI Columbia, EMI Electrola M 048-29 502 u. C 062-29 502
- 1973: Xund samma – HÖR ZU SHZE 395
- 1975: Neue Ritter Gaudi – EMI Electrola C 062-29 564
- 1975: 20 Jahre Hot Dogs – Dixie Jubilee – EMI Electrola C 062-29 566
- 1976: Hit Gaudi – EMI Electrola 27 551-1
- 1976: Gaudi auf der Isar – EMI Electrola C 062-29 666
- 1977: Das große Hot Dogs Halleluja – EMI Electrola C 066-32 431 u. 34 687 4
- 1979: Hä-la-li-lo – EMI Electrola C 066-45 270
- 1980: Lacht’s Euch an Ast – EMI Electrola C 066-45 999
- 1981: Ju-hu-biläums-Dixie – EMI Electrola 32 534 0
- 1983: Riesen-Gaudi – KOCH-RECORDS 320.930
- 1990: 35 Jahre Hot Dogs – Ja so warn’s, ja so san’s  – KOCH INTERNATIONAL 330 071
- 1995: 40 Jahre Hot Dogs – Ja so warn’s, die alten Rittersleut’
- 2000: Hot Dogs Bavaria 2000 – CD 10.083 (5 Titel)

Kompilationen und Sonderausgaben
- Ja so warns, die alten Rittersleut – Deutscher Schallplattenclub 28 136-0 (Sampler)
- Ja so warn’s die alten Rittersleut – Club-Sonderauflage 63 441 (Sampler)
- Hot Dogs – mfp 176MFP 31 704/05 (Sampler)
- Starportrait – EMI Electrola C 054-32 009 (Sampler)
- Dixieland – EMI Electrola C 134-45 045/46 (Sampler)
- Alte Rittersleut’ und andere tapfere Bayern – Sonderausgabe Columbia F 60.486 (Sampler)
- Neue Reime der alten Ritterseut´ – Sonderausgabe Columbia F 60.736 (Sampler)
- Gaudi, Jux und Rittersleut – EMI Columbia C 188-29 279/80 (Sampler)
- Gaudi, Jux und Rittersleut 2 – EMI Columbia C 152-31 245/246 (Sampler)
- Collection Die Hot Dogs (=Oldtime Schlager-Schnauferl) – EMI Electrola C 028-45 476
- Hot Dogs (=Bayrisch) – mfp 5665
- Ja so warn’s die alten Rittersleut – mfp M 048-31 059 (Sampler)
- Gaudi, Jux und Hits (=Gaudi auf der Isar) – EMI Electrola Club-Sonderauflage 65 368
- Hot Dogs Made in Germany – EMI CD